# تارا مانزی
تارا مانزی (انگلیسی: Tara Mounsey؛ زادهٔ ۱۲ مارس ۱۹۷۸) بازیکن هاکی روی یخ اهل ایالات متحده آمریکا بود.